# Бондаренко, Григорий Иванович
Бондаренко Григорий Иванович (13 марта 1941, с. Мисайловка, Богуславский р-н, Киевской обл. — 14 февраля 2020) — советский и украинский политик.

## Образование
Киевский институт народного хозяйства (1964—1969), экономист, «Финансы и кредит».

## Биография
- 03.1958-09.1961 — кассир, Мисайловский сельсовет.
- 09.1961-02.1963 — студ., Одесс. финн.-кредитный тех-м.
- 03.-08.1963 — экономист инспекции госдоходов, Переяслав-Хмельницкий горфинотдел.
- 08.1963-01.1965 — инспектор госдоходов, Богуславский горфинотдел.
- 01.1965-01.1972 — 2-и секр., 1-й секр., Мироновский РК ЛКСМУ.
- 01.-02.1972 — инстр. орготдела, Мироновский РК КПУ.
- 02.1972-09.1973 — председатель, колхоз им. Куйбышева, с. Яхны, Мироновский р-н.
- 09.-12.1973 — 2-й секр., Мироновский РК КПУ.
- 12.1973-01.1976 — председатель исполкома, Мироновский райсовет деп. трудящихся.
- 01.1976-11.1988 — зав. отдела торгово-фин. органов, Киев. ОК КПУ.
- 11.1988-06.1992 — 1-и зам. начглав. планово-эк. упр., Киев. облисполком.
- 01.1992-12.1996 — упр. делами, ВР Украины.
- 11.1996-04.2002 — заместитель Председателя Государственной налоговой администрации Украины[2][3].
- 04.2002-04.2006 — Народный депутат Украины 4 соз, избирательный округ № 92, Киевской обл., выдвинут избирательным блоком политических партий «За единую Украину!». На время выборов член Партии регионов. Член фракции «Единая Украина» (05.-06.2002), чл. группы «Европейский выбор» (06.2002-11.03), чл. фракции «Регионы Украины» (11.2003-01.2005), внефракционный (13.-20.01.2005), чл. группы «Демократическая Украина» (01.-09.2005), чл. фракции Полет. партии «Вперед, Украина!» (09.-11.2005), чл. группы Народного блока Литвина (с 11.2005). Председатель подкомитета по вопросам расходов бюджета Комитета по вопросам бюджета (с 06.2002).
- 03.2006 — кандидат в народные депутаты Украины от Народного блока Литвина, № 52 в списке.

Гос. советник налоговой службы 1-го ранга, член Народной Партии.
- 08.2006-01.2008 — заместитель председателя Государственной налоговой администрации Украины.
- с 11.2006 — председатель ВОО «Ассоциация ветеранов государственной налоговой службы Украины».

Глава Киевской областной организации Народной Партии.
- с 03.2008 — председатель Политисполкома Народной Партии.

Государственный служащий 1-го ранга (04.1994).

## Награды
- Орден «За заслуги» III ст. (1997).
- Почетный работник налоговой службы (1999).
- Почетная грамота КМ Украины (12.2003).
- Заслуженный экономист Украины (10.2000)[5].